# Григорьевка (Альшеевский район)
Григорьевка (баш. Григорьевка) — деревня в Кармышевском сельсовете Альшеевского района Республики Башкортостан России.

## История
До 10 сентября 2007 года называлась Деревней разъезда Аврюз, ещё раньше — Посёлком разъезда Аврюз.
Статус деревня посёлок при разъезде Аврюз приобрёл согласно Закону Республики Башкортостан от 20 июля 2005 года N 211-з «О внесении изменений в административно-территориальное устройство Республики Башкортостан в связи с образованием, объединением, упразднением и изменением статуса населенных пунктов, переносом административных центров».
Переименована в Григорьевку согласно Постановлению Правительства РФ от 10 сентября 2007 г. N 572 «О присвоении наименований географическим объектам и переименовании географических объектов в Республике Адыгея, Республике Башкортостан, Ленинградской, Смоленской И Челябинской областях».

## Население
| 2002 | 2009 | 2010 |
| ---- | ---- | ---- |
| 24   | ↘19  | ↗22  |

## Географическое положение
Деревня расположена при остановочном пункте 1494 км (ж.-д. линия Самара — Уфа).
Расстояние до:
- районного центра (Раевский): 13 км,
- центра сельсовета (Кармышево): 8 км,
- ближайшей железнодорожной станции (Раевка): 20 км.